# Пригородный вокзал (Минск)
Пригородный вокзал — здание в Минске на Привокзальной площади, находится по адресу ул. Бобруйская, 4. Построено в 1956 году. Памятник архитектуры, включён в Государственный список историко-культурных ценностей Республики Беларусь (код 712Г000235). Архитекторы — Сергей Ботковский и Натан Шпигельман. Изначально использовалось как терминал для пассажиров пригородных поездов, а после постройки нового вокзального комплекса в 2000-х годах в здании размещены международные кассы.
Двухэтажное прямоугольное в плане здание. Имеет симметричную объемно-пространственную композицию. В архитектурном решении фасадов использована ордерная пластика. Угловые части здания с входами на второй этаж выделены пилястрами со стилизованными лепными капителями. Центральная часть фасада с входом в кассовый зал расчленена высокими арочными проемами в обрамлениях с замковым камнем. Межоконные рольставни декорированы полуколоннами с капителями. Фасад венчает антамблемент, карниз с медальонами. По периметру крыши проходит балюстрадный парапет. Интерьеры украшены характерным лепным декором.